# Giovanni Borsotti
Giovanni Borsotti (Briançon, 18 dicembre 1990) è uno sciatore alpino italiano.

## Biografia

### Stagioni 2006-2009
Originario di Bardonecchia, nipote di Monica e fratello di Camilla, anche loro sciatrici alpine, ha esordito in gare riconosciute dalla FIS il 29 novembre 2005 disputando uno slalom speciale a Tignes. Due anni dopo ai Campionati italiani juniores 2007, a Ponte di Legno, si è laureato campione nazionale di categoria in slalom. Nello stesso anno ha disputato inoltre le sue prime gare in Coppa Europa.
Due anni dopo a Garmisch-Partenkirchen in Germania, ha conquistato la medaglia di bronzo in combinata ai Mondiali juniores 2009. Ha debuttato in Coppa del Mondo il 28 febbraio 2009 nello slalom gigante disputato a Kranjska Gora in Slovenia, senza riuscire a terminare la prima manche

### Stagioni 2010-2025
Il 27 novembre 2010 a Trysil in Norvegia ha conquistato, in gigante, il primo successo in Coppa Europa e il 19 dicembre dello stesso anno ha ottenuto i primi punti in Coppa del Mondo, nel gigante dell'Alta Badia, chiuso al 22º posto.
A Garmisch-Partenkirchen 2011, sua prima presenza iridata, è stato 28º nello slalom gigante; nella stessa stagione si è laureato campione italiano di supergigante agli assoluti disputati a La Thuile. Ai Mondiali di Vail/Beaver Creek 2015 è stato 24º nello slalom gigante, mentre a quelli di Cortina d'Ampezzo 2021 si è classificato 8º nella gara a squadre, non ha completato lo slalom gigante e non si è qualificato per la finale nello slalom parallelo e quelli di Courchevel/Méribel 2023 si è piazzato 11º nello slalom gigante, 8º nella gara a squadre (partecipando come riserva), non ha completato la combinata e non si è qualificato per la finale nel parallelo.

## Palmarès

### Mondiali juniores
- 1 medaglia:
  - 1 bronzo (combinata a Garmisch-Partenkirchen 2009)

### Coppa del Mondo
- Miglior piazzamento in classifica generale: 67º nel 2021

### Coppa Europa
- Miglior piazzamento in classifica generale: 3º nel 2011
- 10 podi:
  - 3 vittorie
  - 4 secondi posti
  - 3 terzi posti

#### Coppa Europa - vittorie
| Data             | Località           | Paese    | Specialità |
| ---------------- | ------------------ | -------- | ---------- |
| 27 novembre 2010 | Trysil             | Norvegia | GS         |
| 27 gennaio 2011  | Méribel            | Francia  | SC         |
| 19 gennaio 2020  | Kirchberg in Tirol | Austria  | GS         |

Legenda:

GS = slalom gigante

SC = supercombinata

### Nor-Am Cup
- Miglior piazzamento in classifica generale: 25º nel 2015
- 3 podi:
  - 2 vittorie
  - 1 secondo posto

#### Nor-Am Cup - vittorie
| Data             | Località | Paese       | Specialità |
| ---------------- | -------- | ----------- | ---------- |
| 1º dicembre 2014 | Aspen    | Stati Uniti | GS         |
| 2 dicembre 2014  | Aspen    | Stati Uniti | GS         |

Legenda:

GS = slalom gigante

### South American Cup
- Miglior piazzamento in classifica generale: 43º nel 2023
- 1 podio:
  - 1 vittoria

#### South American Cup - vittorie
| Data              | Località     | Paese     | Specialità |
| ----------------- | ------------ | --------- | ---------- |
| 12 settembre 2022 | Cerro Castor | Argentina | GS         |

Legenda:

GS = slalom gigante

### Campionati italiani
- 7 medaglie[3]:
  - 2 ori (supergigante nel 2011; combinata nel 2022)
  - 5 bronzi (combinata nel 2010; supercombinata nel 2011; slalom speciale nel 2012; slalom gigante nel 2015; supergigante nel 2022)

### Campionati italiani juniores
- 1 medaglia:
  -  1 oro (slalom speciale nel 2007)[senza fonte]